# WeNégoce
 (juillet 2024).
Il peut être nécessaire de l'améliorer pour respecter le principe de neutralité de point de vue. 

 (juillet 2024).
Pour les articles homonymes, voir WeNégoce.

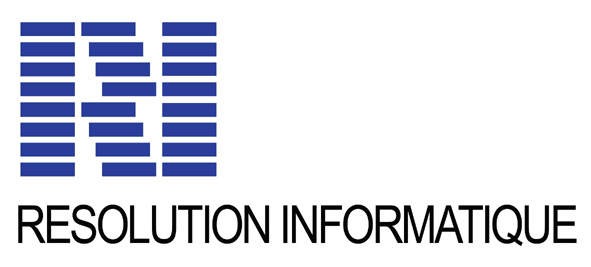
"Le logo de Résolution Informatique a été créé a partir de celui d'IBM : même couleur Pantone 125 et même nombre de barres horizontales. Le logo est réversible : on peut le regarder dans un sens ou l'autre, c'est toujours le même. Pendant 25 ans, lorsque je donnais ma carte de visite, je la montrais dans les deux sens et je disais qu'une société avec un tel logo ne pouvait être entièrement mauvaises."

WeNégoce, anciennement Résolution Informatique, est une entreprise française spécialisée dans l'édition de progiciel de gestion intégré (ERP) pour les activités de négoce, notamment les négoces de matériaux de construction. La société a été créée en 1985 par Dominique Shafran et a rejoint le groupe WeSoft en 2010.

## Historique
L'entreprise Résolution Informatique a été fondée en 1985 par Dominique Shafran. En 2010, Dominique Shafran a cédé Résolution Informatique à la société française WeSoft. 
En 2021, lors de l'acquisition de l'éditeur normand Agorinfo par le groupe WeSoft, ce dernier décide de transférer les sièges sociaux, dont celui de Résolution Informatique, à Isneauville, près de Rouen .
En juin 2024, Résolution Informatique a changé d'identité pour devenir WeNégoce .

## Chronologie des progiciels édités

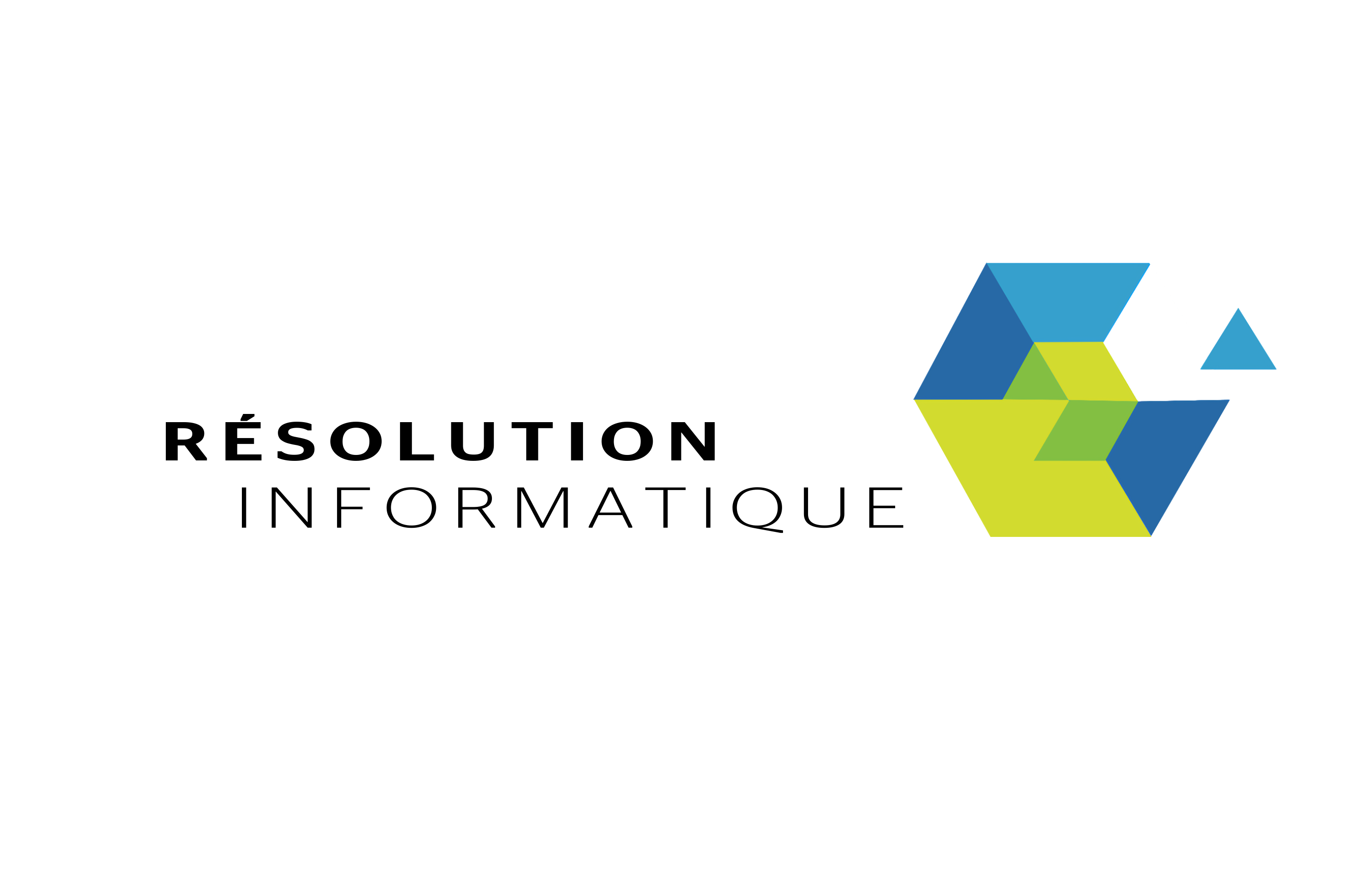
Second logo de Résolution Informatique en 2011

### 1985: Série M
Série M est un logiciel lancé en septembre 1985, initialement conçu pour fonctionner sur les systèmes IBM 36 et IBM 38, et ultérieurement adapté aux PC IBM-AT. Le logiciel comprenait plusieurs modules : la gestion des ventes, la gestion des achats, la comptabilité générale, auxiliaire, analytique et budgétaire, ainsi que la gestion des fichiers du personnel et la paie . La commercialisation du logiciel se faisait principalement par l'intermédiaire de distributeurs. Un des atouts majeurs de Résolution Informatique, l'éditeur du logiciel, était l'importance accordée à la qualité du service rendu au client final.
En septembre 1988, une nouvelle version de Série M a été annoncée, regroupant six modules avec l'ajout notable de la gestion des nomenclatures. La capacité des fichiers a été augmentée à 8 Mo. Série M fonctionnait alors sous PC MS-DOS et PS/2 . Le logiciel était particulièrement prisé par les PME et ETI en raison de sa large couverture fonctionnelle, . La fiabilité des serveurs IBM AS/400 garantissait une haute disponibilité du progiciel . L'interface traditionnelle d'IBM, surnommée "écran vert", a été progressivement remplacée par une interface graphique plus moderne.
Au fil des années, Résolution Informatique s'est positionnée comme un "expert des solutions pour entreprises", répondant aux principales attentes de celles-ci, notamment avec l'émergence de l'e-business. En 2007, Série M est devenue disponible en mode ASP, avec un hébergement assuré par IBM.

### 2014: Serie N
Série N est un logiciel commercialisé depuis 2014. L'interface utilisateur a été progressivement réécrite en Java, permettant ainsi de bénéficier d'écrans graphiques modernes. L'intégration de nouveaux outils bureautiques tels que les e-mails et les fichiers PDF, ainsi que l'augmentation des protocoles de communication, notamment les Webservices et les API, ont permis aux clients de répondre à de nouveaux besoins .
L'axe stratégique du produit vise à verticaliser la solution pour répondre de manière optimale aux enjeux du négoce. Cela inclut la réalisation d'un comptoir efficace, la mise en place des articles consignés, la gestion des unités et l'intégration des catalogues .
Depuis 2019, la solution est référencée par la CMEM (Centrale Multi-Enseignes Matériaux).

### 2024: WeNégoce
En juin 2024, à l'occasion du changement d'identité de Résolution Informatique en WeNégoce, l'éditeur a annoncé que la première version de son logiciel éponyme serait publiée en octobre 2024. WeNégoce Cloud est hébergé par IBM Cloud Services . La solution repose sur la base de données IBM DB2 et utilise notamment le framework Spring Boot ainsi que le framework Angular .